# محمد عزيزي
محمد عزيزي (بالفارسية: محمد عزیزی) هو مدرس ولاعب كرة قدم إيراني في مركز الوسط، ولد في 13 يناير 1988 في إيران. لعب مع نادي صنعت نفط عبادان ونادي مس رفسنجان.

## وصلات خارجية
- محمد عزيزي على موقع قاعدة بيانات كرة القدم.إي يو (الإنجليزية)
- محمد عزيزي على موقع Soccerway.com (الإنجليزية)